# Objetivo de Desarrollo Sostenible 16
El Objetivo de Desarrollo Sostenible 16 (Objetivo 16 o ODS 16) trata sobre "alianzas para los objetivos" y es uno de los 17 Objetivos de Desarrollo Sostenible (ODS) establecidos por las Naciones Unidas en 2015. 
El ODS 16 es: "Promover sociedades pacíficas e inclusivas para el desarrollo sostenible, proporcionar acceso a la justicia para todos y construir instituciones eficaces, responsables e inclusivas en todos los niveles". El Objetivo tiene metas que deben alcanzarse para 2030. El progreso hacia las metas se medirá mediante indicadores.
Reducir los delitos violentos, el tráfico sexual, el trabajo forzado y el abuso infantil son objetivos globales claros. La comunidad internacional valora la paz y la justicia y pide sistemas judiciales más fuertes que hagan cumplir las leyes y trabajen por una sociedad más pacífica y justa.

## Organizaciones
Varias organizaciones mundiales se han comprometido a avanzar hacia el ODS 16 de diversas formas, por ejemplo:
- Programa de las Naciones Unidas para el Desarrollo
- Libertad de expresión
- Saferworld
- Reporteros Sin Fronteras
- Fundación World Wide Web